# 1958 en informatique
1957 en informatique - 1958 - 1959 en informatique

## Ordinateurs
- Sortie du Gamma 60, conçu par la firme Bull, premier ordinateur multitâches.

Auparavant, IBM avait sorti le modèle IBM 1401 (à cartes, puis à bande), programmable en langage symbolique (mémoire à tores de 4 ko).Ce modèle a eu un grand succès dans l'industrie.
- Mise en service de l’ILLIAC II, premier super-ordinateur vectoriel entièrement transistorisé, à l’Université de l'Illinois.

## Langages
- John Backus et Peter Naur publient le premier rapport décrivant le langage Algol 58.
- Le langage Lisp a été inventé par John McCarthy au Massachusetts Institute of Technology (MIT).